# The Cincinnati Enquirer
The Cincinnati Enquirer est un quotidien régional américain fondé en 1840 et dont le siège se trouve à Cincinnati, dans l'État de l'Ohio. Il est le journal à plus fort tirage dans la région du Grand Cincinnati, en Ohio, et du Northern Kentucky, soit les comtés de la pointe Nord de l'État du Kentucky. Son premier numéro est paru le 10 avril 1841.
Il appartient au groupe Gannett.

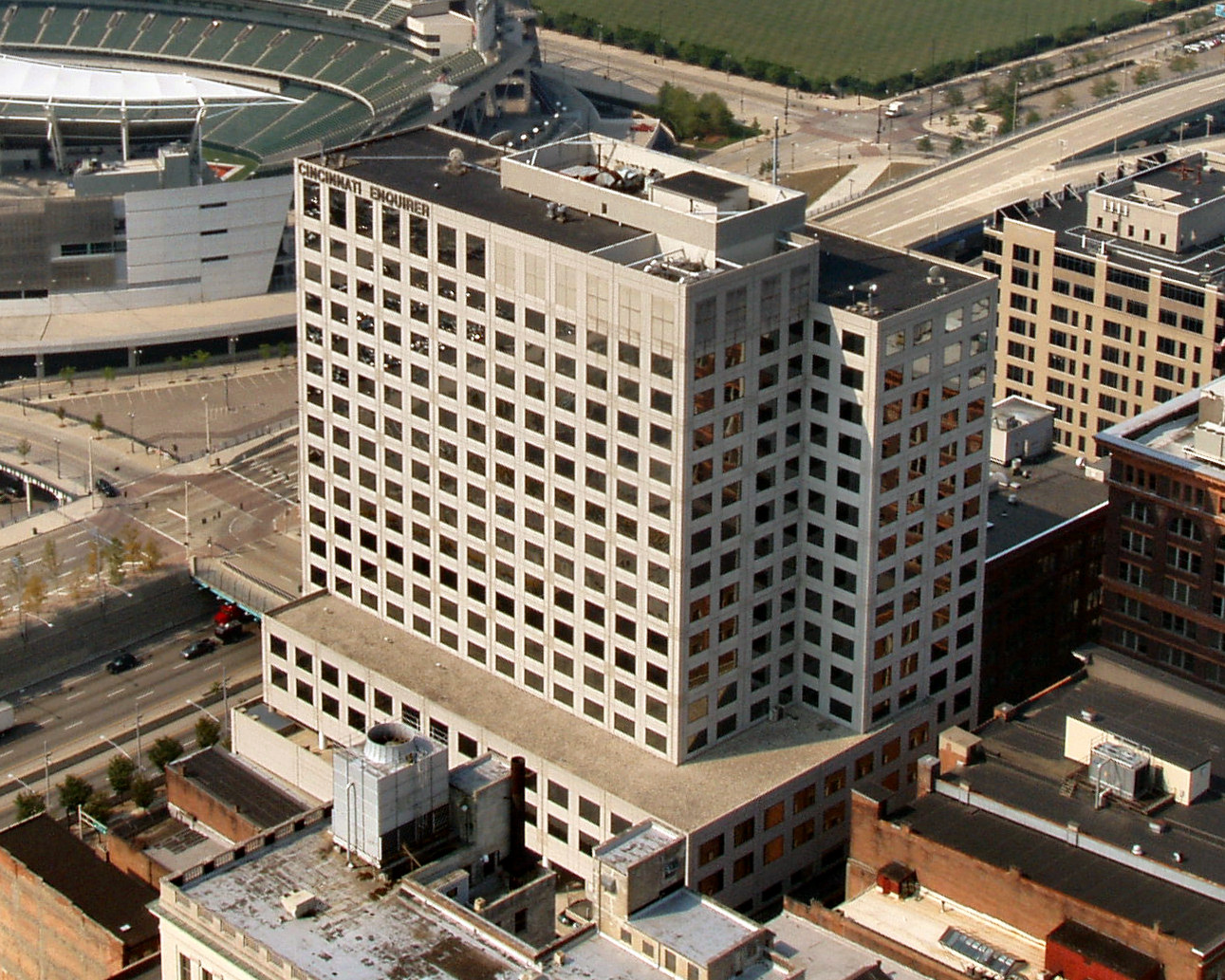
Siège du Cincinnati Enquirer.

Journal historiquement républicain, il crée la surprise en appelant en octobre 2016 à voter pour la candidate démocrate Hillary Clinton contre le candidat républicain Donald Trump. Comme The Arizona Republic ou The Dallas Morning News, c'est la première fois depuis la création du journal qu'il soutient un candidat démocrate à une élection présidentielle.